# Belleair Beach
Belleair Beach é uma cidade localizada no estado americano da Flórida, no condado de Pinellas. Foi incorporada em 1950.

## Geografia
De acordo com o United States Census Bureau, a cidade tem uma área de 4,4 km², onde 1,2 km² estão cobertos por terra e 3,2 km² por água.

### Localidades na vizinhança
O diagrama seguinte representa as localidades num raio de 8 km ao redor de Belleair Beach. 

## Demografia
Segundo o censo nacional de 2010, a sua população é de 1 560 habitantes e sua densidade populacional é de 1 254,83 hab/km². Possui 1 105 residências, que resulta em uma densidade de 888,84 residências/km².